# Alexandros Monastīriōtīs
Alexandros Monastīriōtīs (in greco Αλέξανδρος Μοναστηριωτης?; 1924) è stato un pallanuotista greco.

## Biografia
Ha rappresentato la Grecia ai Giochi olimpici estivi di Londra 1948 nel torneo di pallanuoto